# Czyściec kosmaty
Czyściec kosmaty (Stachys germanica L.) – gatunek rośliny należący do rodziny jasnotowatych. Występuje w Europie południowej i środkowej sięgając na północ do Wielkiej Brytanii, Niemiec, Polski, Białorusi i centralnej Rosji. Poza tym rośnie w regionie Kaukazu, w Azji Mniejszej i Iranie, w Maroku i na Teneryfie. Jako gatunek introdukowany rośnie we wschodniej części Ameryki Północnej. W Polsce spotykany głównie na południowym wschodzie, poza tym rzadki, na północy najdalej sięga wzdłuż krawędzi dolin Odry i Wisły. Roślina zasiedla słoneczne i suche miejsca, często na stokach, poza tym skraje zarośli, odłogi, preferując gleby zasobne w węglan wapnia.
Gęsto owłosione liście wykorzystywane były do opatrywania ran. Roślina wykorzystywana była także jako lecznicza w bólach brzucha i przy bolesnych menstruacjach.

## Morfologia

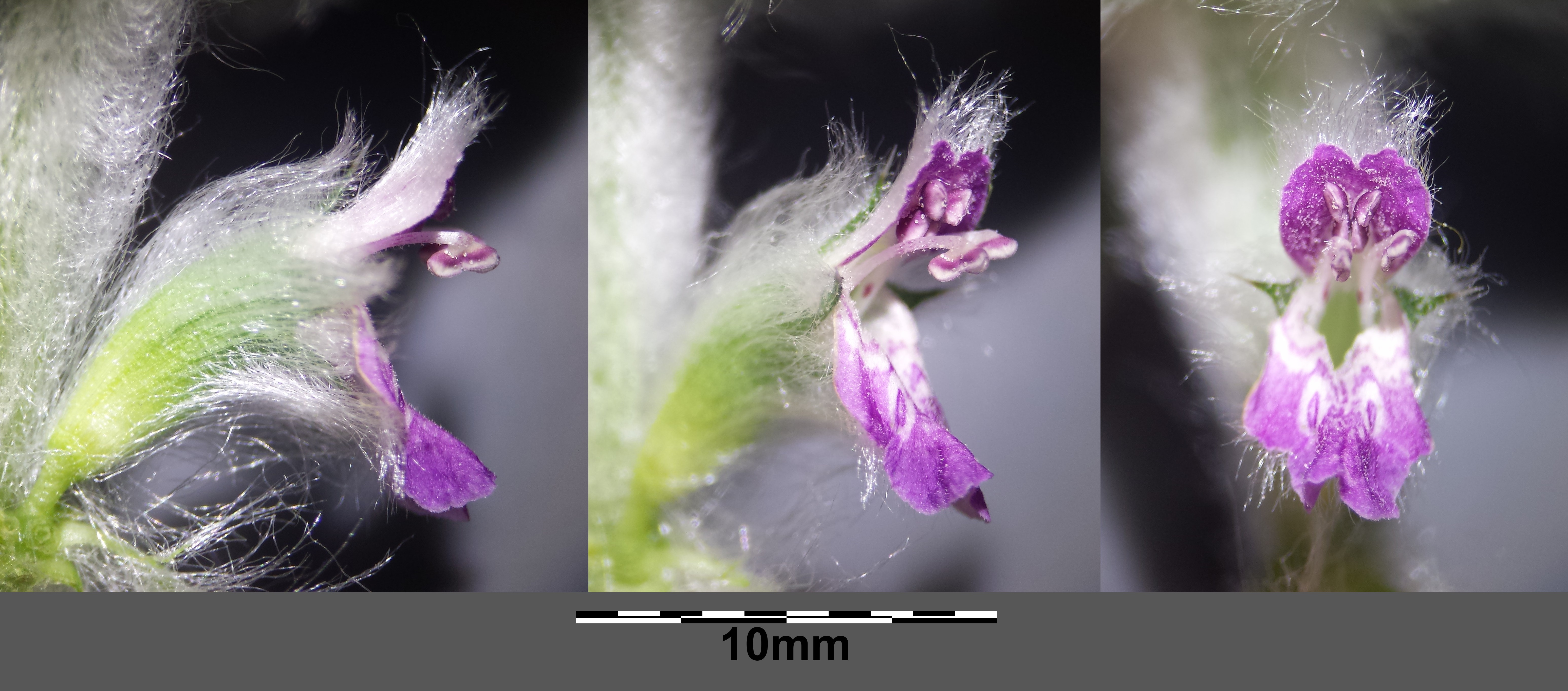
Kwiaty

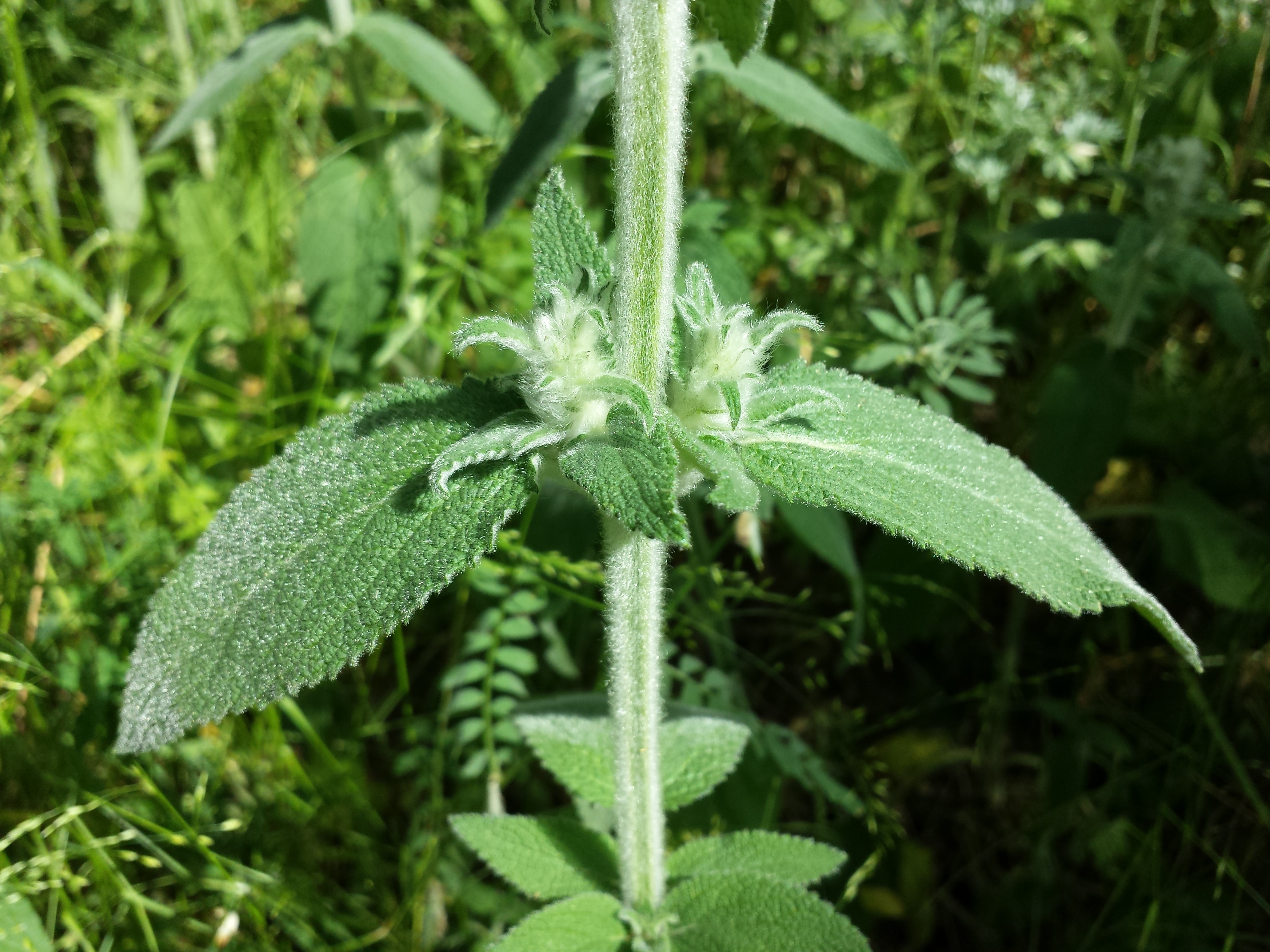
Łodyga i liście

PokrójRoślina zielna osiągająca zwykle od 0,3 do 1 m wysokości, z krótkim, tęgim kłączem. Pędy prosto wzniesione, nierozgałęzione lub słabo rozgałęzione, całe gęsto, srebrzystoszaro owłosione. Z zimujących rozet wyrasta od jednej do 7 czterograniastych łodyg.
LiścieOgonkowe (przy czym ogonki ku górze coraz krótsze i najwyższe liście niemal siedzące), naprzeciwległe. Blaszka liściowa eliptycznie jajowata w przypadku dolnych liści i eliptycznie lancetowata w górze pędu. Nasada blaszki jest sercowata, brzeg ząbkowany, a jej szczyt jest tępy. Liście są obustronnie owłosione, przy czym z wierzchu delikatnie, a od dołu z gęstym kutnerem barwy srebrzystobiałej. Na wierzchniej stronie liści blaszka jest siatkowato pomarszczona.
KwiatyZebrane po 15–30 w nibyokółki tworzące w szczytowej części pędu dość luźny nibykłos. Kwiaty są krótkoszypułkowe, wsparte wąskolancetowatymi przysadkami, nieco dłuższymi od kielicha. Silnie owłosione kielichy osiągają do 11 mm długości, z czego 5 mm stanowią szydlaste końce nierównej długości ząbków. Korona jasnopurpurowa, dwuwargowa, dwa razy dłuższa od kielicha, od zewnątrz owłosiona i z pierścieniem włosków w gardzieli. Górna warga niepodzielna, słabo wypukła. Dolna warga złożona z trzech zaokrąglonych klap, z których środkowa jest najszersza, całobrzega lub karbowana. Wewnątrz korony pojedynczy słupek i 4 dwusilne pręciki. Dwa dłuższe pręciki po przekwitnieniu rozchylają się na boki. Szyjka słupka jest dłuższa od pręcików, zgięta.
OwoceTrójkanciaste, kulistawe rozłupki barwy brązowej i długości ok. 2 mm.
Gatunki podobnePochodzący z Europy południowo-wschodniej, a w Europie Środkowej uprawiany i czasem dziczejący czyściec wełnisty S. byzantina różni się liśćmi obustronnie srebrzystobiało owłosionymi, na końcach zaostrzonymi i całobrzegimi. W południowej Europie rośnie czyściec szałwiolistny S. cretica, który też ma liście karbowane i zaostrzone na końcu, ale z nasadą zbiegającą lub zaokrągloną, a nie sercowato wyciętą.

## Biologia i ekologia
Bylina krótkowieczna lub roślina dwuletnia. Kwitnie od czerwca do sierpnia. Kwiaty zapylane są przez pszczoły, ale odwiedzane są także przez muchówki i słodyszka rzepakowca. Owoce dojrzewają od sierpnia do października. Bank nasion w glebie trwały – rośliny pojawiają się czasem ponownie po dłuższym czasie na dawnych stanowiskach po poprawie warunków świetlnych – np. usunięciu zarośli.
Czyściec kosmaty rośnie w miejscach nasłonecznionych – w murawach, na skrajach zarośli, lasów i żywopłotów, czasem na odłogach, kamienistych polach i pastwiskach. Preferuje gleby na skałach wapiennych. W klasyfikacji zbiorowisk roślinnych gatunek charakterystyczny dla muraw kserotermicznych z zespołu Origano-Brachypodietum pinnati.
Włoski z rośliny zbierane są przez makatkę zbójnicę i używane do wyścielania podziemnych gniazd. Jej nasionami żywi się myszarka zaroślowa, nornica ruda i dzwońce. Pędy zgryzane są przez daniele, zające i króliki.

## Nazewnictwo
Synonimy taksonomiczne
- Eriostomum germanicum (L.) Hoffmanns. & Link
- Eriostomum lusitanicum Hoffmanns. & Link
- Eriostomum polystachyum (Ten.) C.Presl
- Leonurus germanica (L.) Gueldenst.
- Stachys acutifolia Bory & Chaub.
- Stachys alba Mill.
- Stachys argentea Tausch
- Stachys biennis Roth
- Stachys castellana Willk.
- Stachys cinerea Benth.
- Stachys cordata Klokov
- Stachys dasyanthes var. alpina Heldr. & Sart.
- Stachys elongata Benth.
- Stachys excelsa Benth.
- Stachys fuchsii Bubani
- Stachys heraclea Webb ex Ball
- Stachys heterodonta Zefir.
- Stachys heterophylla Moench
- Stachys hispanica Mill.
- Stachys lanata Crantz
- Stachys lusitanica (Hoffmanns. & Link) Steud.
- Stachys major Garsault
- Stachys nova Sadler ex Rchb.
- Stachys obtusata Boiss.
- Stachys pannonica Láng ex Ten.
- Stachys penicillata Heldr. & Sart. ex Boiss.
- Stachys polystachya Ten.
- Stachys tomentosa Gaterau
- Stachys verbascifolia Benth.